# Gare de Bressuire
Gare de Bressuire – stacja kolejowa w Bressuire, w departamencie Deux-Sèvres, w regionie Nowa Akwitania, we Francji.
Została otwarta w 1866 roku. Dziś jest stacją Société nationale des chemins de fer français (SNCF), obsługiwana przez pociągi TER Poitou-Charentes i TER Pays de la Loire.